# Stadsschouwburg Nijmegen
De Stadsschouwburg Nijmegen is een theater in de Nederlandse stad Nijmegen. De stadsschouwburg bevindt zich aan het Keizer Karelplein en dateert uit 1955-1961.

## Geschiedenis
De eerste schouwburg in Nijmegen was gevestigd in het centrum van de stad, aan de Oude Stadsgracht. Dit theater was gebouwd in classicistische stijl. Het heeft bestaan van 1838 tot 1935, toen het werd afgebroken vanwege de concurrentie van Concertgebouw De Vereeniging en de verbreding van de Burchtstraat.

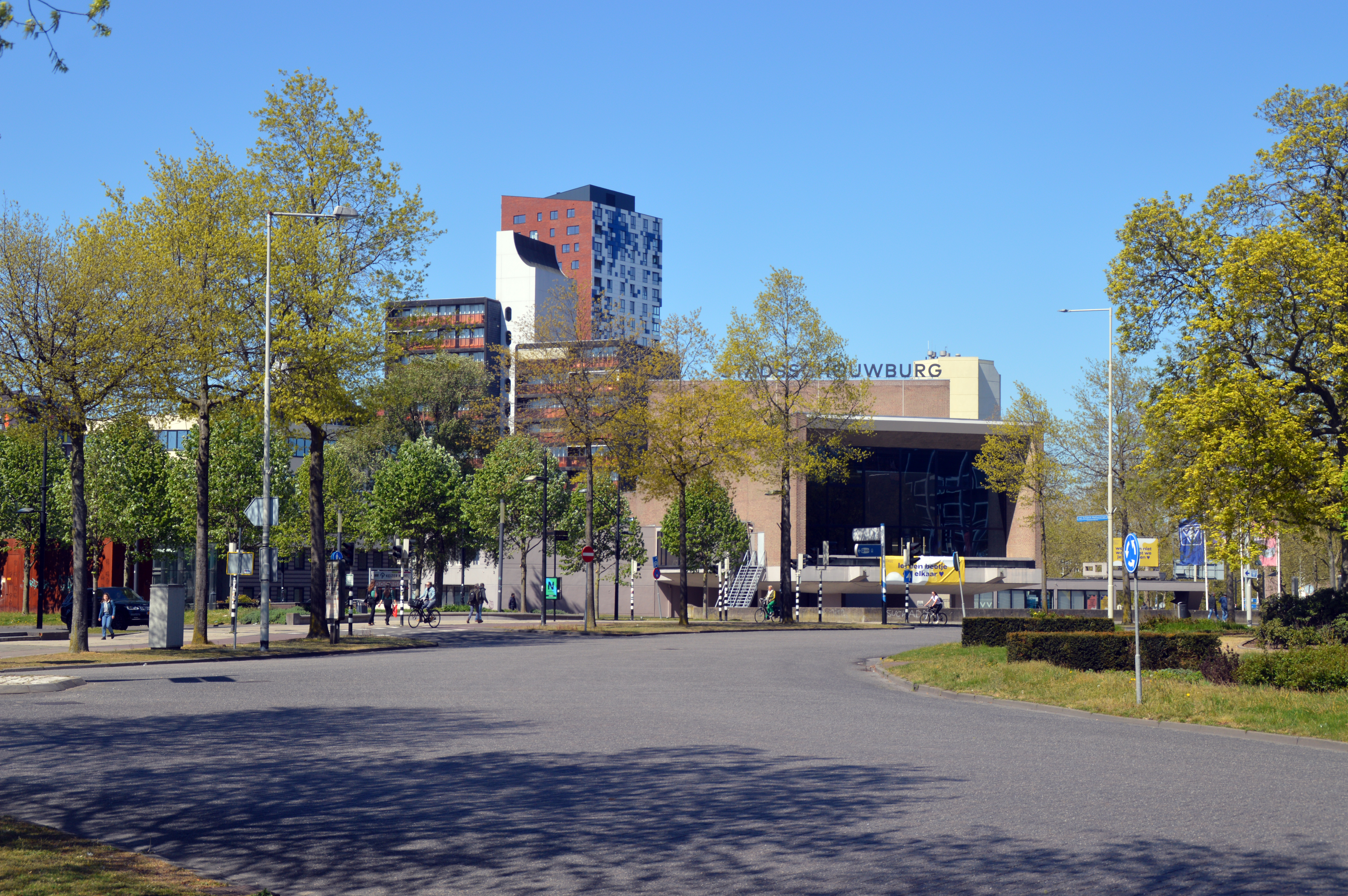
Het Keizer Karelplein, met op de achtergrond de Stadsschouwburg Nijmegen

In 1955 werd een nieuw ontwerp voor een schouwburg gemaakt door de architecten Bernard Bijvoet en Gerard Holt, die ook theaterzalen ontwierpen in Tilburg, Apeldoorn en Tiel. De bouw duurde zes jaar. Bijvoet en Holt ontwierpen het gebouw in de stijl van het brutalisme. Het gebouw heeft een ovale theaterzaal met ruim 900 zitplaatsen. De foyer, met grote vensters, kijkt uit op het Keizer Karelplein.
De Stadsschouwburg werd in 2003 gerenoveerd. In datzelfde jaar werd het gebouw een gemeentelijk monument. In 2013 is het vervolgens aangewezen als rijksmonument uit de wederopbouwperiode. In het gebouw was ook het VVV-kantoor van Nijmegen gevestigd voor deze zich verplaatste naar de Grote Markt.